# Oroxylum indicum
Oroxylum es un género monotípico de árboles pertenecientes a la familia Bignoniaceae. Su única especie:  Oroxylum indicum, es originaria de  India, Malasia, Sri Lanka y el sur de China.

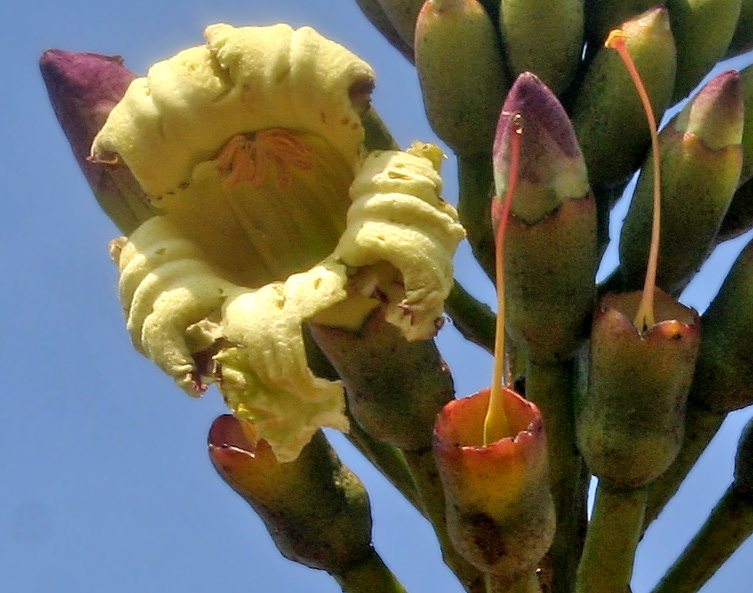
Detalle de las flores

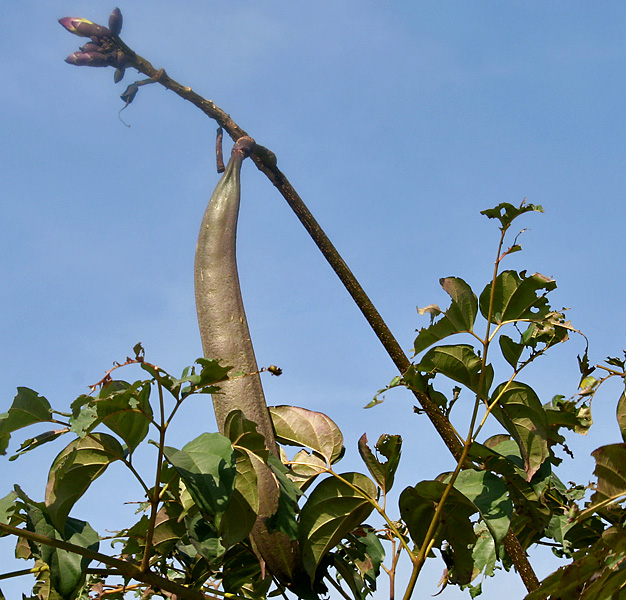
Detalle del fruto

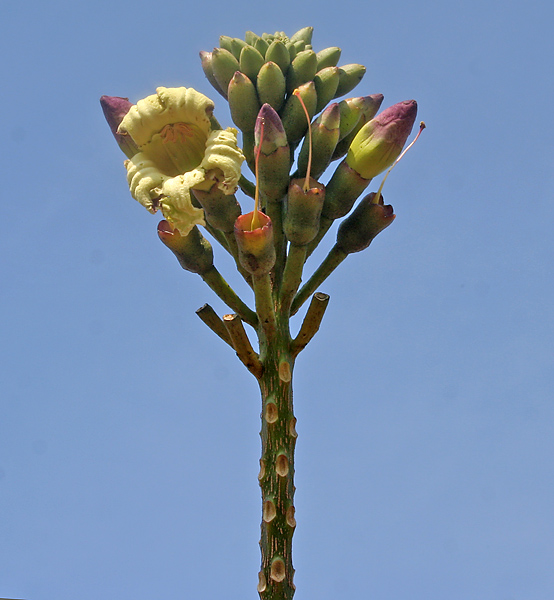
Inflorescencia

## Descripción
Son árboles que alcanzan un tamaño de hasta 10 m de altura con el tronco de 15-20 cm de diámetro; la corteza marrón gris y hojas compuestas -pinnadas. Foliolos triangular-ovados, de 5-13 X 3.10 cm, glabra. Flores generalmente abiertas por la noche. Cáliz púrpura, acampanado. El fruto una cápsula de 40-120 X 5.9 cm, aproximadamente de 1 cm de espesor. Semillas, incluyendo alas parecidas al papel de 6-7 X 3,5-4 cm. Tiene un número de cromosomas de n = 28, 30, 38.

## Distribución y hábitat
Oroxylum indicum es nativo del subcontinente indio, en las estribaciones del Himalaya, con una parte que se extiende a Bután y el sur de China, en la India y la ecozona de Malasia.
Es visible en el bioma de los bosques del Parque Nacional de Manas en Assam, India. Se encuentra, plantada en gran número en las áreas forestales del distrito Banswara en el estado de Rajastán en la India.
También se ha informado de Sri Lanka (Ceilán).

## Propiedades
La corteza de la raíz se utiliza como un tónico en dolores de estómago y cuando se mezcla con la cúrcuma, para la curación de las llagas de los animales.  Los brotes jóvenes se utilizan como verdura. La madera se utiliza para la producción de cerillas.

## Taxonomía
Oroxylum indicum fue descrita por (L.) Kurz y publicado en Forest Flora of British Burma 2: 237. 1877.
Etimología
Oroxylum: nombre genérico que viene del griego oros (montaña) y xylon (madera).
indicum: epíteto geográfico que alude a su localización en el Océano Índico.
Sinonimia
- Arthrophyllum ceylanicum Miq.
- Arthrophyllum reticulatum Blume ex Miq.
- Bignonia indica L.
- Bignonia lugubris Salisb.
- Bignonia pentandra Lour.
- Bignonia quadripinnata Blanco
- Bignonia tripinnata Noronha
- Bignonia tuberculata Roxb. ex DC.
- Calosanthes indica (L.) Blume
- Hippoxylon indica (L.) Raf.
- Oroxylum flavum Rehder
- Spathodea indica (L.) Pers.[7]